# Cliquet-Option
Als Cliquet-Option bezeichnet man in der Finanzwelt eine pfadabhängige exotische Option, deren Auszahlung durch mehrere zwischenzeitliche Beobachtungen zu verschiedenen, vorher festgelegten Zeitpunkten bestimmt ist. Sie besteht aus mehreren at-the-money-Optionen, wobei bei Abschluss des Vertrags die erste Option, mit einem Basispreis von 100 % des aktuellen Kurses, aktiv wird. Sobald diese dann ausläuft, wird die nächste, erneut mit einem Basispreis des aktuellen Kurses, aktiviert. Dieser Prozess wiederholt sich bis zum Laufzeitende der Option.

## Definition
Eine Cliquet-Option auf einen Basiswert {\displaystyle (S_{t}),\;t\geq 0} ist bestimmt durch die folgenden Parameter:
- die Anzahl {\displaystyle n\in \mathbb {N} } der Beobachtungen
- die Zeitpunkte {\displaystyle 0=t_{0}<t_{1}<t_{2}\ldots <t_{n}=T} der Beobachtungen (T entspricht Ablaufdatum)
- die lokalen Barrieren {\displaystyle \operatorname {floor} _{l}\leq 0,\operatorname {cap} _{l}\geq 0}
- die globalen Barrieren {\displaystyle \operatorname {floor} _{g}\leq 0,\operatorname {cap} _{g}\geq 0}.

Im Laufe der Zeit werden nun die zwischenzeitlichen Renditen {\displaystyle P_{i}:={\frac {S_{t_{i+1}}}{S_{t_{i}}}}-1} beobachtet. Am Endzeitpunkt T wird folgender Betrag ausgezahlt:
{\displaystyle X=\min(\max(\operatorname {floor} _{g},[\sum _{i=0}^{n-1}\min(\max(\operatorname {floor} _{l},P_{i}),\operatorname {cap} _{l})]),\operatorname {cap} _{g})}
Es werden also zunächst die Einzelrenditen nach oben und unten (durch die lokalen Barrieren) beschränkt, dann aufsummiert und noch einmal beschränkt (durch die globalen Barrieren).
Falls sowohl die lokale als auch die globale Unterschranke (englisch floor) negativ ist, kann der Auszahlungsbetrag auch negativ werden. In diesem Fall handelt es sich bei der Cliquet-Option nicht mehr um eine Option im engeren Sinne, sondern nur noch um einen Contingent Claim.

## Bewertung
Die Bewertung einer Cliquet-Option ist, wie bei den meisten pfadabhängigen Optionen, nur in Spezialfällen analytisch durchführbar. So liegt beispielsweise im Black-Scholes-Modell, insbesondere wenn die globalen Schranken nicht aktiv sind, eine einfache Lösung vor. Dann gilt nämlich für den Preis der Option:
{\displaystyle P=E(e^{-rT}X)=e^{-rT}\sum _{i=0}^{n-1}E[\min(\operatorname {cap} _{l},\max(\operatorname {floor} _{l},P_{i}))]},
wobei r den risikolosen Zinssatz bezeichnet und der Erwartungswert bezüglich eines Martingalmaßes berechnet wird. Sind die Beobachtungszeitpunkte zusätzlich äquidistant, so vereinfacht sich der Ausdruck zu
{\displaystyle P=n\cdot e^{-rT}E[\min(\operatorname {cap} _{l},\max(\operatorname {floor} _{l},P_{0}))]}.
Werden allerdings kompliziertere Kapitalmarktmodelle herangezogen (z. B. allgemeine Lévy-Prozesse oder Modelle mit stochastischer Volatilität), bleibt oftmals nur die Möglichkeit, den Optionspreis mittels Monte-Carlo-Simulation zu schätzen.